# Brats in Battalions
Brats in Battalions è un album del gruppo hardcore punk californiano Adolescents, pubblicato nel 1987 dalla S.O.S. Records.

## Tracce
1. Brats in Battalions - 2:33
2. I Love You - 4:14
3. The Liar - 2:00
4. Things Start Moving - 3:12
5. Do the Freddy - 0:57
6. Losing Battle - 1:36
7. House of the Rising Sun - 4:09
8. Peasant Song - 2:42
9. Skate Babylon - 2:50
10. Welcome to Reality - 2:02
11. Marching with the Reich - 2:06
12. I Got a Right (Iggy Pop)- 2:47
13. She Wolf - 4:15

## Formazione

### Gruppo
- Tony Montana - voce
- Rikk Agnew - chitarra
- Alfie Agnew - chitarra
- Steve Soto - basso
- Sandy Hanson - batteria

### Altri musicisti
- Mike McKnight - chitarra
- Vince Meghrouni - armonica a bocca